# Жерве Борис Борисович
Бори́с Бори́сович Жерве́ (* 1 серпня (13 серпня за новим стилем) 1878, Кам'янець-Подільський — † 27 жовтня 1934, Москва) — російський військовий теоретик і історик. Професор. Капітан першого рангу (1917).

## Біографія
1898 року закінчив Морський корпус, 1901 року — мінні класи, 1913 року — Морську академію.
Учасник російсько-японської війни та Першої світової війни. 1917 року був начальником берегової оборони Фінської затоки. Нагороджений орденами Св. Станіслава 2-го ст., св. Анни 2-го ст.та мечами до ордена св. Анни 2-го ст. Під час Жовтневого перевороту 1917 року перейшов на бік радянської влади.
По сфабрикованому звинуаченню арештований в 1930 році, згодом звільнений.
Від 1918 року викладач, начальник кафедри стратегії, а в 1928–1931 роках — начальник Військово-морської академії.
У 1931–1934 роках керівник кафедри у Військово-політичній академії, а далі у Військово-інженерній академії.

## Праці
Праці Жерве з теорії та історії військово-морського мистецтва мали значний вплив на розвиток радянської військово-теоретичної думки.
Основні праці:
- «Німеччина та її морська сила» (Санкт-Петербург, 1914).
- «Значення морської сили для держави» (Петроград, 1921).
- «Морська стратегія Наполеона» (Петроград, 1922).
- «Десантна операція» (Ленінград, 1931).
- «Основи військово-морської стратегії» в книзі «Питання стратегії та оперативного мистецтва в радянських військових працях (1917—1940)» (Москва, 1965).